# Mannersdorf am Leithagebirge
Mannersdorf am Leithagebirge je město v Rakousku ve spolkové zemi Dolní Rakousy, spadající pod okres Bruck an der Leitha. Nachází se u Litavských vrchů (Leithagebirge), asi 36 km jihovýchodně od Vídně. V roce 2018 zde žilo 4 069 obyvatel.
Městem prochází silnice B15, L161 a L2002. Nachází se zde zámek s galerijní expozicí, kostel sv. Martina, termální lázně a archeologické muzeum, umístěné v bývalé zámecké sýpce. Nejbližšími městy jsou Fischamend, Bruck an der Leitha, Purbach am Neusiedler See, Eisenstadt a Ebreichsdorf. Severozápadně protéká řeka Litava (Leitha). Jižně od města se rozkládá Přírodní park Mannersdorf-Wüste se zříceninou hradu Scharfeneck a areálem bývalého kláštera Sankt Anna in der Wüste.